# Cromwell (Connecticut)
Cromwell és una població dels Estats Units a l'estat de Connecticut. Segons el cens del 2005 tenia 13.594 habitants.

## Demografia
Segons el cens del 2000, Cromwell tenia 12.871 habitants, 5.212 habitatges, i 3.262 famílies. La densitat de població era de 401,1 habitants per km².
Dels 5.212 habitatges en un 28,1% hi vivien nens de menys de 18 anys, en un 52% hi vivien parelles casades, en un 7,8% dones solteres, i en un 37,4% no eren unitats familiars. En el 30,3% dels habitatges hi vivien persones soles l'11,4% de les quals corresponia a persones de 65 anys o més que vivien soles. El nombre mitjà de persones vivint en cada habitatge era de 2,35 i el nombre mitjà de persones que vivien en cada família era de 2,99.
Per edats la població es repartia de la següent manera: un 21,6% tenia menys de 18 anys, un 5,2% entre 18 i 24, un 31,8% entre 25 i 44, un 25,3% de 45 a 60 i un 16,2% 65 anys o més.
L'edat mediana era de 40 anys. Per cada 100 dones de 18 o més anys hi havia 91,2 homes.
La renda mediana per habitatge era de 60.662 $ i la renda mediana per família de 70.505 $. Els homes tenien una renda mediana de 46.223 $ mentre que les dones 36.218 $. La renda per capita de la població era de 29.786 $. Aproximadament l'1,6% de les famílies i el 3,4% de la població estaven per davall del llindar de pobresa.